# Tanacetum alyssifolium
Tanacetum alyssifolium — вид рослин з роду пижмо (Tanacetum) й родини айстрових (Asteraceae); поширений у північній Анатолії. Етимологія: дав.-гр. αλυσσον — назви роду Alyssum, лат. i — сполучна голосна, folius — «листя».

## Опис
Напівкущик до 15 см заввишки. Кореневище товсто здерев'яніле, сильно розгалужене. Старші пагони здерев'янілі з сіруватою корою. Молоді пагони густо сірувато-ворсисті. Листки цілісні, яйцювато-лопатоподібні, завдовжки 1–3 см, тупі, майже гострі або дрібно 3–5-зубчасті на верхівці, на обох поверхнях притиснуто ворсисті. Квіткові голови поодинокі, на 15–18 см квіткових стеблах з 3–4 листя біля основи. Дискові квітки 3.5–4 мм. Язичкових квіток приблизно 30, вони 8–10 x 3.5–4 мм, білі. Сім'янки ≈ 3 мм, 8-ребристі. Період цвітіння: червень — липень

## Середовище проживання
Поширений у північній Анатолії (Туреччина). Росте на оголеннях вапняку.